# Saber y ganar (Perú)
Saber y ganar fue un programa de concurso peruano. Fue la única edición internacional del programa del mismo nombre.

## Producción
En esta edición, a la gente que participaba se le realizaban 10 preguntas acerca del tema que el participante había escogido. Entre los concursantes estuvo Giancarlo Vacchelli.
Si el participante, en un episodio, llegaba hasta la pregunta 5, al capítulo siguiente le hacían la sexta y la siguiente la séptima pregunta y así sucesivamente, al llegar a la novena pregunta, se regalaba un televisor, un reproductor de DVD y un Microondas y al responder correctamente la última pregunta le otorgaban 20.000 dólares y ganaba el concurso.
Algunos de los temas escogidos por los participantes fueron sobre la vida y obra de Jorge Basadre (coincidiendo con la celebración por los 100 años de su natalicio), León Trotski, Paul Gauguin y las novelas de Harry Potter y El señor de los anillos.